# T-Mobile US
T-Mobile US, Inc. er en amerikansk mobilnetværks-operatør, der majoritetsejes af telekommunikationsvirksomheden Deutsche Telekom (64,78 %). T-Mobile havde i 2021 108,7 mio. abonnenter.
T-Mobile US benytters brands'ene T-Mobile og Metro by T-Mobile. Deres omsætning var i 2020 på over 68 mia. US $.